# Arraya Tower
Der Arraya Tower, auch Arraya 2 (arabisch برج الراية الثاني, DMG Burǧ ar-Rāya aṯ-ṯānī), ist ein Wolkenkratzer in Kuwait, der Hauptstadt des Emirats Kuwait. Der Turm wurde im Jahr 2009 nach einer Bauzeit von vier Jahren eröffnet. Die Planungen wurden bereits im Jahr 2001 vom Bauherren, der Salhia Real Estate Company veröffentlicht. Seine Höhe bis zur Spitze beträgt genau 300 Meter, womit er bis Juli 2010, als der 413 Meter hohe Al Hamra Tower seine Endhöhe erreichte, das höchste Gebäude Kuwaits war. Seitdem ist der Arraya Tower noch das zweithöchste Gebäude des Landes. In den 60 Etagen des Gebäudes sind Büroeinrichtungen untergebracht. Das Bauwerk verfügt über 16 Fahrstühle.
Das in Stahlbetonbauweise errichtete Gebäude ist Teil des Arraya Komplexes, wo noch weitere, niedrigere Hochhäuser stehen.